# Mespaul

Mespaul este o comună în departamentul Finistère, Franța. În 1 ianuarie 2022 avea o populație de 935 de locuitori.